# Etxebarri
Etxebarri (spanisch Echévarri) ist eine Gemeinde in der Provinz Bizkaia im nordspanischen Baskenland. Etxebarri hat eine Einwohnerzahl von 11.941 Menschen (Stand: 2024) bei einer Fläche von 3,26 Quadratkilometern. Die Gemeinde bildet einen Vorort von Bilbao. 
Seit dem 13. Januar 2005 ist der Name Etxebarri, Doneztebeko Elizatea offiziell in Etxebarri geändert worden, um den Namen zu vereinfachen. Er bedeutet übersetzt „neue Heimat/Haus“.

## Geschichte
Die Nähe zu Bilbao (1,5 Kilometer) hat sich direkt auf Etxebarri ausgewirkt. Bis vor einigen Jahrzehnten war Etxebarri ein kleiner Ortskern, in dem die Bevölkerung in nahen Industriegebieten arbeitete. Sowohl die Bevölkerung als auch die Industrieflächen nahmen aufgrund der Überlastung von Bilbao und dem Bedarf an Platz für die Ansiedlung von Industrien erheblich zu. Daher gab es einen erheblichen Zuwachs an neuer Bevölkerung in der Ortschaft. Außerdem erreicht seit 2004 die U-Bahn Metro Bilbao Etxebarri.

## Persönlichkeiten
- Asier Nieto Marcos (* 1997), Handballspieler
- Gorka Nieto Marcos (* 2002), Handballspieler